# Когелнічень
Когелнічень, Когелнічені (рум. Kogălniceni) — село у повіті Ясси в Румунії. Входить до складу комуни Александру-Іоан-Куза.
Село розташоване на відстані 308 км на північ від Бухареста, 56 км на захід від Ясс.

## Населення
За даними перепису населення 2002 року у селі проживала 431 особа, усі — румуни. Усі жителі села рідною мовою назвали румунську.